# П'ялиця (село)
П'ялиця (рос. Пялица) — село у Терському районі Мурманської області Російської Федерації.
Населення становить 14 осіб. Належить до муніципального утворення Варзузьке сільське поселення.

## Клімат
Місто знаходиться у зоні, котра характеризується континентальним субарктичним кліматом. Найтепліший місяць — липень із середньою температурою 10.6 °C (51.1 °F). Найхолодніший місяць — лютий, із середньою температурою -11.1 °С (12 °F).
| Клімат П'ялиці          | Клімат П'ялиці | Клімат П'ялиці | Клімат П'ялиці | Клімат П'ялиці | Клімат П'ялиці | Клімат П'ялиці | Клімат П'ялиці | Клімат П'ялиці | Клімат П'ялиці | Клімат П'ялиці | Клімат П'ялиці | Клімат П'ялиці | Клімат П'ялиці |
| Показник                | Січ.           | Лют.           | Бер.           | Квіт.          | Трав.          | Черв.          | Лип.           | Серп.          | Вер.           | Жовт.          | Лист.          | Груд.          | Рік            |
| Абсолютний максимум, °C | 5,7            | 8              | 18             | 11             | 21,5           | 26,1           | 28,9           | 25             | 21             | 21,1           | 10             | 11,1           | 28,9           |
| Середній максимум, °C   | −7,9           | −8,2           | −4,7           | −0,4           | 5,1            | 11,1           | 14,2           | 13             | 9,3            | 3,9            | −1,6           | −4,8           | 2,5            |
| Середня температура, °C | −10,8          | −11,1          | −8             | −3,6           | 1,9            | 7,4            | 10,6           | 9,9            | 6,7            | 1,7            | −3,8           | −7,4           | −0,5           |
| Середній мінімум, °C    | −14,5          | −14,9          | −12,3          | −7,6           | −1,2           | 3,9            | 7,1            | 6,5            | 3,6            | −0,9           | −6,5           | −10,6          | −4             |
| Абсолютний мінімум, °C  | −34            | −33,9          | −33            | −23,2          | −12,8          | −5             | −2,4           | −4             | −8,4           | −17,2          | −22,1          | −35            | −35            |
| Норма опадів, мм        | 20             | 19.1           | 20.4           | 14.9           | 22.6           | 32.3           | 37.7           | 46             | 43.6           | 36.1           | 27.7           | 22.9           | 343.3          |
| Днів з опадами          | 24,4           | 22,4           | 21,1           | 14,5           | 17,4           | 14             | 13,5           | 14,8           | 17,3           | 19,9           | 23,2           | 25,2           | 227,7          |
| Днів з дощем            | 1              | 1              | 1              | 4              | 10             | 12             | 11             | 14             | 14             | 12             | 7              | 2              | 89             |
| Днів зі снігом          | 21             | 18             | 17             | 12             | 7              | 2              | 0              | 0              | 0              | 8              | 16             | 23             | 124            |
| Вологість повітря, %    | 86.5           | 84.7           | 85.3           | 83.5           | 81.4           | 81.1           | 86             | 87.5           | 86.8           | 87.5           | 87.4           | 87.7           | 85.4           |
| ----------------------- | -------------- | -------------- | -------------- | -------------- | -------------- | -------------- | -------------- | -------------- | -------------- | -------------- | -------------- | -------------- | -------------- |
| Джерело: Weatherbase    |                |                |                |                |                |                |                |                |                |                |                |                |                |

## Історія
Згідно із законом від 8 грудня 2004 року органом місцевого самоврядування є Варзузьке сільське поселення.

## Населення
| 2002 | 2010 |
| ---- | ---- |
| 10   | ↗14  |